# Kasteel ter Wilder

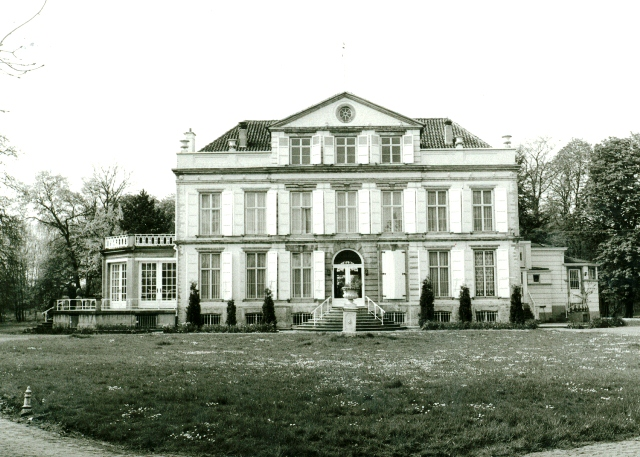
Voorgevel van het kasteel

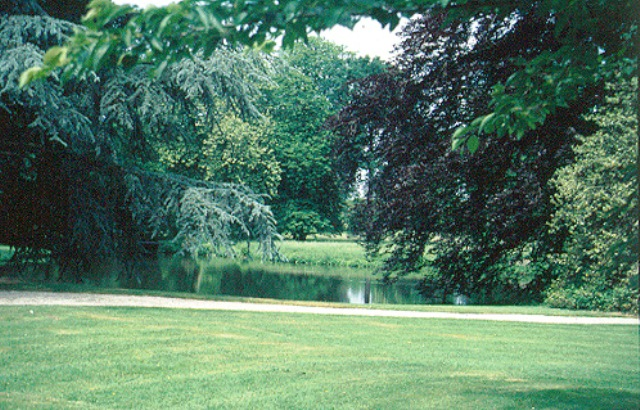
De vijver aan de achterkant van het kasteel

Het Kasteel ter Wilder, Hof ter Wilder of Kasteel Vanderton is een kasteel in de Kruisstraat in het Vlaams-Brabantse dorp Humbeek (gemeente Grimbergen).
Dit classicistisch kasteel uit ca. 1775 staat te midden van een park. De naam 'ter Wilder' zou verwijzen naar het leengoed Wilder te Kampenhout waarmee het kasteel naar verluidt feodaal verbonden was.
Het kasteel werd rond 1908 door de toenmalige eigenaar, ingenieur en verzekeraar Gustaaf Vanderton (1839-1926), aan weerszijden vergroot. Na zijn dood werd het domein in 1926 verkocht aan de Société Immobilière Bernheim, die het oostelijk gedeelte en het deel van de moestuin ten oosten van de dwarsdreef verkavelde voor woningbouw.
In het kasteelpark staan een paar merkwaardige bomen, waaronder een Bruine beuk en een Witte paardenkastanje. 